# Сумыхимпром
Сумыхимпром (укр. Сумихімпром) — украинский завод химической промышленности, который производит минеральные удобрения, коагулянты и добавки к цементу, кислоты, диоксид титана и пигменты, другие виды химической продукции.
Входит в перечень предприятий, имеющих стратегическое значение для экономики и безопасности Украины.
Предприятие расположено в южной части города Сумы. Входит в число десяти градообразующих предприятий города.

## История

### 1946—1991
В марте 1946 года правительство СССР приняло решение о строительстве нового суперфосфатного завода для обеспечения минеральными удобрениями сельхозпроизводителей чернозёмных областей РСФСР, УССР и БССР.
6 июня 1947 года Министерство химической промышленности СССР издало приказ о том, что строительство суперфосфатного завода мощностью 200 тысяч тонн простого суперфосфата в год будет осуществляться в городе Сумы. Этот момент стал началом истории «Сумыхимпром».
В середине 1949 года начались работы по строительству Сумского суперфосфатного завода, 6 июля 1953 года на должность директора завода был назначен Горбик Павел Иванович.
13 декабря 1954 года был введён в эксплуатацию первый цех Сумского суперфосфатного завода (сернокислотный цех № 1). 28 сентября 1955 года состоялся пуск суперфосфатного цеха № 1 по выпуску простого порошкового суперфосфата. Летом 1958 года начался выпуск гранулированного суперфосфата.
- 1958 год произведены пробные партии обесфторенных фосфатов, после чего Министерство химической промышленности СССР утвердило нормы потребления ОФФ в животноводстве
- 1962 год пуск второй печи по производству ОФФ
- 1962 год строительство принципиально нового сернокислотного цеха с высоким уровнем автоматизации (СКЦ № 2)
- Октябрь 1963 года пуск первого в СССР цеха по производству диоксида титана.
- 2 марта 1964 года в связи с преобразованием суперфосфатного завода в многопрофильное предприятие Сумской завод суперфосфата реорганизован в Сумской химический комбинат.
- 1966 год строительство цеха по производству диоксида титана № 2.
- 1966 год строительство цеха по производству желтых железоокисных пигментов.
- 1966—1970 года пуск в эксплуатацию цеха грануляции № 2, цеха нейтрализации цеха сернокислого алюминия.
- Ноябрь 1969 года директором Сумского химического комбината назначается Кравченко Александр Иосифович.
- 1971 год строительство цеха фосфорной кислоты.
- Декабрь 1973 года ввод в действие сернокислотного цеха № 5.
- 1974 год строительство цеха аммофоса.
- Апрель 1975 года Сумской химический комбинат становится производственным объединением «Химпром»[8].
- 17 февраля 1976 года Указом Президиума Верховного Совета СССР за перевыполнение девятого пятилетнего плана по выпуску минеральных удобрений, досрочный ввод в эксплуатацию производства аммофоса ПО «Химпром» было награждено орденом Ленина[8].
- 1978 год пуск в эксплуатацию цеха жидких комплексных удобрений, сернокислотный цех № 6 и цех реактивной серной кислоты. Четырём видам продукции производства Сумского ПО «Химпром» — жидким комплексным удобрениям, олеума, обесфторенным фосфатам и аммофоса — Комитетом Госстандарта при Совете Министров СССР был присвоен Государственный Знак качества.
- 1982 год ввода в эксплуатацию лакокрасочного цеха по производству эмалей ПФ.
- 1983 год строительство цеха сушки фосфогипса.
- 1984 год строительство первого в СССР цеха пиросульфита натрия, консерванта для силосования зеленых кормов в животноводстве.
- 1991 год ввода в эксплуатацию нового суперфосфатного цеха № 1 мощностью 160 тысяч тонн вместо технологически устаревших и экологически вредных старых цехов.

В советское время завод входил в число крупнейших промышленных предприятий города.

### После 1991
После провозглашения независимости Украины сумское ПО «Химпром» стало базовым предприятием химической отрасли промышленности Украины по производству фосфорных минеральных удобрений.
- 1995 год преобразования ПО «Химпром» в ОАО «Сумыхимпром».
- Ноябрь 1995 года на должность генерального директора ОАО «Сумыхимпром» назначается Лапин Евгений Васильевич.
- В августе 1997 года «Сумыхимпром» был включён в перечень предприятий, имеющих стратегическое значение для экономики и безопасности Украины[11]
- 1997—1998 года реализация на базе ОАО «Сумыхимпром» проекта энергосбережения в рамках программы TACIS, разработанной Европейским Союзом для стран СНГ.
- Июль 2002 года назначение председателем правления ОАО «Сумыхимпром» Трофименко Николая Алексеевича.
- Апрель 2003 года пуск в эксплуатацию в партнерстве с финской компанией «Кемира» установки по производству сульфатожелезосодержащего коагулянта (СЖК) из отходов производства диоксида титана
- Конец 2002—2003 год отработана технология производства нового сбалансированного минерального удобрения «Суперагро» типа N: P: K 15:15:15.
- 15 апреля 2003 года выдан сертификат на разработанную и внедренную в ОАО «Сумыхимпром» систему менеджмента качества ISO 9001:2000.
- Март 2004 года завершение реконструкции производства под выпуск сбалансированного минерального удобрения «Суперагро».
- 2003—2004 года проведение за счёт собственных средств предприятия реконструкции и модернизации производства диоксида титана, что позволило стабилизировать качество и поднять показатель белизны до 95 условных единиц и интенсивности до 1800 условных единиц.
- 2004 год ОАО «Сумыхимпром» стал победителем в международном рейтинге «Золотые торговые марки» за выпуск олеума и сложных минеральных удобрений «Суперагро».
- 2 декабря 2004 года выдан сертификат на внедренную систему управления окружающей средой в производстве минеральных удобрений в соответствии с международным стандартом ISO 14001:1996.

В январе 2005 года началась реконструкция отделения белой фильтрации в цехе диоксида титана № 2 (после завершения которой в декабре 2006 года предприятие получило возможность производства новой марки диоксида титана SumTitan R-208). Также, в декабре 2006 года на «Сумыхимпром» была завершена реконструкция сернокислотного цеха № 4.
Начавшийся в 2008 году экономический кризис осложнил положение завода в 2008—2009 годы. В октябре 2008 года предприятию была предоставлена налоговая льгота, но с 30 ноября до 3 декабря 2009 года в связи увеличением задолженности НАК «Нафтогаз» приостановила поставки природного газа предприятию (что вызвало приостановку производственных процессов «Сумыхимпром»). После разрешения вопроса Кабинетом министров Украины долг «Сумыхимпром» был реструктуризирован.
2010 год «Сумыхимпром» завершил с убытком 150,915 млн гривен, в 2011 году убытки удалось сократить в два раза, однако 31 января 2012 года постановлением хозяйственного суда Сумской области было возбуждено производство по делу о банкротстве ПАО «Сумыхимпром».
7 декабря 2012 года Фонд государственного имущества Украины принял решение о продаже предприятия. В декабре 2014 был утверждён план санации предприятия (по балансовой стоимости входившего в перечень 50 крупнейших госпредприятий Украины).
В сентябре 2015 ФГИУ назначил дату проведения торгов на декабрь 2015 года, позднее продажа предприятия была перенесена на 2016 год. 10 мая 2018 года было утверждено решение о приватизации предприятия до конца 2018 года.
1 ноября 2018 года Россия ввела санкции против «Сумыхимпром».

## Современное состояние
В настоящее время это частное акционерное общество, большой энергохимический комплекс, промышленная площадка которого занимает 226 га. В состав предприятия входят: 11 основных цехов, 20 вспомогательных цехов, 7 подразделений непромышленной группы (комбинат общественного питания, санаторий-профилакторий и др.).

## Инциденты
22 мая 2015 года в цехе серной кислоты № 4 во время проведения ремонта оборудования в технологическую емкость сбора стоков внутри цеха произошла утечка серной кислоты объёмом 1,5 тонны.
21 марта 2022 года в ходе вторжения России на Украину произошло попадание снаряда в трубопровод. Угроза взрыва ликвидирована.

## Дополнительная информация
- В прошлом предприятие занималось одноимённым баскетбольным клубом «Сумыхимпром» (баскетбольный клуб)[27].